# We Don’t Need Another Hero (Thunderdome)
«We Don’t Need Another Hero (Thunderdome)» (с англ. — «Нам не нужен еще один герой (Купол грома)») — сингл американской рок-певицы Тины Тёрнер, вышедший 8 июля 1985 года в Великобритании и вошедший в саундтрек Mad Max Beyond Thunderdome кинофильма «Безумный Макс 3: Под куполом грома». Вслед за мультиплатиновым альбомом Private Dancer (1984), песня была выпущена как 7-дюймовый виниловый сингл, расширенная версия издана как 12-дюймовый сингл.
Рок-баллада возглавила многие хит-парады мира и получила номинацию За лучшую песню на церемонии «Золотой глобус» и За лучшее женское вокальное поп-исполнение на «Грэмми» в 1986 году. Авторы музыки и стихов, Терри Бриттен и Грэхем Лайл получили в 1985 году Премию Айвора Новелло (Ivor Novello award) за лучшую песню.

## История
В процессе записи песни Тине Тёрнер помогала хоровая группа из школы King’s House School (Ричмонд, Лондон). Один из участников хора, который появился в записи, Лоуренс Даллаглио, прославился как звезда регби и капитан Национальной сборной Англии по регби.

## Музыкальное видео
Музыкальное видео показывает Тёрнер, одетую в костюм из фильма, тяжелое кольчужное платье. Несколько прожекторов освещают её во время исполнения песни на платформе, в то время как демонстрируются различные сцены из фильма. В последней части видео Тёрнер сопровождают детский хор и американский мультиинструменталист Тим Каппелло, в то время её концертный саксофонист, перкуссионист и клавишник. Музыкальное видео получило MTV Video Music Awards в категории Лучшее женское видео.

## Коммерческий успех
«We Don’t Need Another Hero (Thunderdome)» стал одним из самых успешных в мире хитов в карьере Тины Тёрнер. Сингл достиг второго места в американском хит-параде Billboard Hot 100, пропустив вперёд только песню «St. Elmo's Fire (Man in Motion)» в исполнении John Parr, а также третьего места в Великобритании и первой позиции в чартах Австралии, Канады, Германии, Испании, Швейцарии.

## Версии и ремиксы
- 7" (отредактированная) — 4:16
- 7" (инструментальная) — 4:41
- 12" Extended Mix (альбомная версия с саундтрека) — 6:07
- 12" Dub Mix (инструментальная версия с саундтрека) — 6:30

## Чарты
| Чарт (1985)                           | Высшая позиция |
| ------------------------------------- | -------------- |
| Австралия (Kent Music Report)         | 1              |
| Австрия (Ö3 Austria Top 40)           | 2              |
| Бельгия/Фландрия (Ultratop 50)        | 3              |
| Канада (RPM Top Singles)              | 1              |
| Канада (RPM Adult Contemporary)       | 1              |
| Финляндия (Suomen virallinen lista)   | 2              |
| Франция (SNEP)                        | 3              |
| Германия (Official German Charts)     | 1              |
| Ирландия (IRMA)                       | 2              |
| Италия (Hit Parade Italia)            | 2              |
| Нидерланды (Dutch Top 40)             | 7              |
| Новая Зеландия (Recorded Music NZ)    | 2              |
| Норвегия (VG-lista)                   | 2              |
| Испания (PROMUSICAE)                  | 1              |
| Швеция (Sverigetopplistan)            | 4              |
| Швейцария (Schweizer Hitparade)       | 1              |
| Великобритания (OCC UK Singles)       | 3              |
| США (Billboard Hot 100)               | 2              |
| США (Billboard Adult Contemporary)    | 3              |
| США (Billboard Dance Club Songs)      | 23             |
| США (Billboard Hot R&B/Hip-Hop Songs) | 3              |
| США (Billboard Mainstream Rock)       | 29             |

| Чарт (1985)                              | Позиция |
| ---------------------------------------- | ------- |
| Австралия (Kent Music Report)            | 20      |
| Австрия (Ö3 Austria Top 40)              | 11      |
| Бельгия (Ultratop 50 Flanders)           | 10      |
| Канада (RPM Top Singles)                 | 12      |
| Германия (Official German Charts)        | 6       |
| Италия (Hit Parade Italia)               | 17      |
| Нидерланды (Dutch Top 40)                | 31      |
| Новая Зеландия (Recorded Music NZ)       | 24      |
| Норвегия (VG-lista Summer Period)        | 2       |
| Испания (PROMUSICAE)                     | 14      |
| Швейцария (Schweizer Hitparade)          | 6       |
| Великобритания (Official Charts Company) | 43      |
| США (Billboard Hot 100)                  | 57      |
| США (Billboard Adult Contemporary)       | 26      |
| США (Billboard Hot R&B/Hip-Hop Songs)    | 49      |

## Сертификации и продажи
| Регион                                                      | Сертификация | Продажи  |
| ----------------------------------------------------------- | ------------ | -------- |
| Канада (Music Canada)                                       | Золотой      | 50,000^  |
| Германия (BVMI)                                             | Золотой      | 500 000^ |
| Великобритания (BPI)                                        | Серебряный   | 250 000^ |
| ^ Данные о тиражах приведены только на основе сертификации. |              |          |